# 국립목포해양대학교
국립목포해양대학교(國立木浦海洋大學校, Mokpo National Maritime University)는 대한민국 전라남도 목포시에 있는 국립 대학이다. 1950년에 개교한 목포수산상선학교가 모체이다. 교훈은 진리탐구, 성실봉사, 해양개척이다.
대학원(일반대학원, 해양산업대학원), 2개 단과대학(해사대학, 해양공과대학), 해양산업융합학과, 교양과정부, 승선실습과정부로 구성되어 있다. 교육지원시설은 실습선, 승선생활관, 마린시뮬레이션센터, 도서관, 기관공장 등이 있고, 연구시설에 해양산업연구소, 기계전자기술연구소 등이 있다.

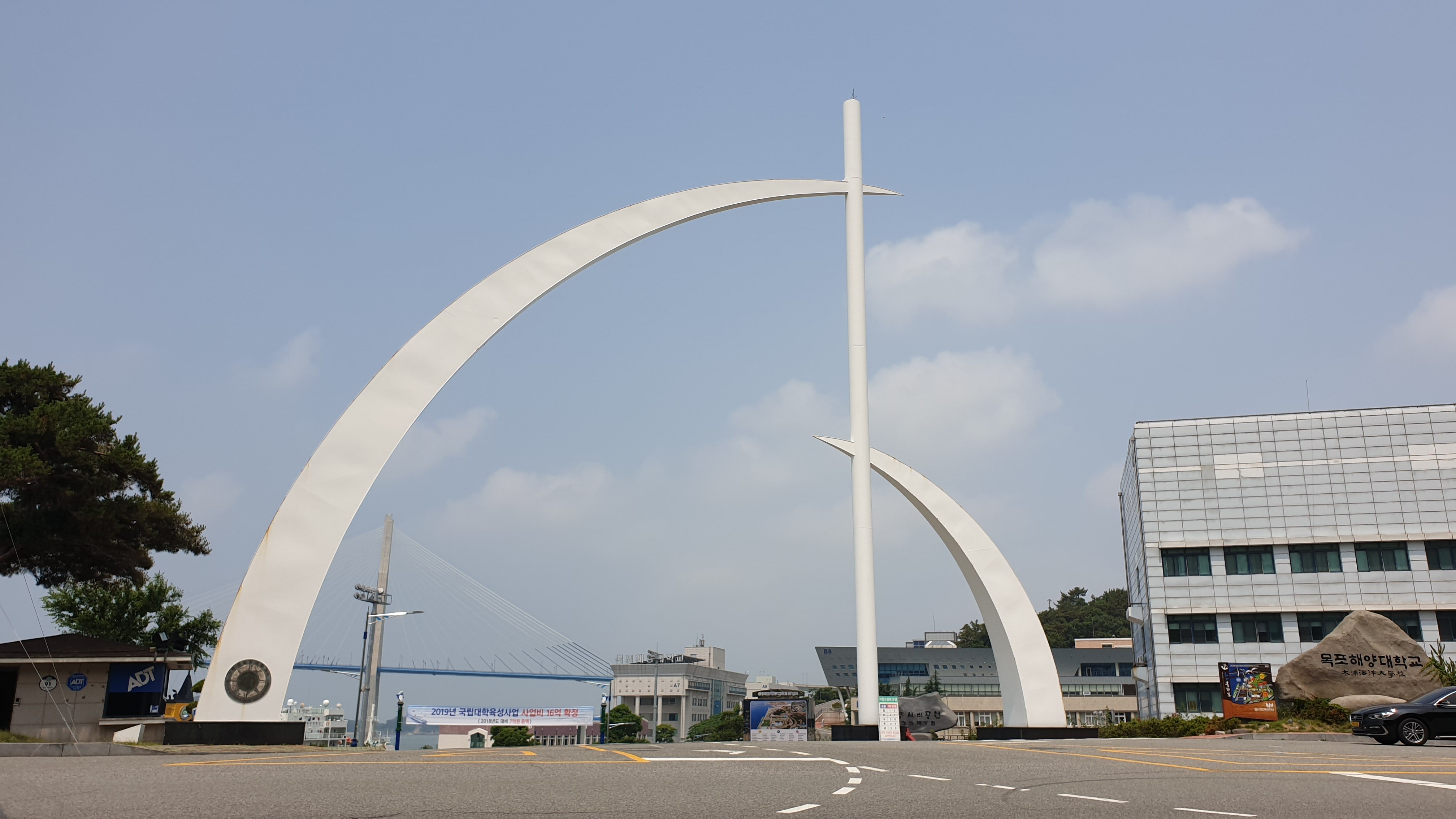
목포해양대학교 정문

## 연혁
- 1950년 4월 5일 : 목포수산상선고등학교 개교(항해과 15명)
- 1950년 12월 15일 : 목포시 서신동 22번지로 교사를 이전
- 1952년 4월 15일 : 도립 목포상선고등학교로 문교부 장관 정식인가(항해과 50명, 어로과 50명, 계 100명)
- 1956년 7월 14일 : 대통령 제116호 목포해양고등학교로 변경
- 1958년 1월 1일 : 전교생 관비지급 개시
- 1958년 12월 30일 : 실습선 해왕호(55.81톤) 구입
- 1962년 2월 17일 : 각령 제455호로 해양기술연수원 설치령 제정 (항해과, 기관과, 어로과)
- 1964년 3월 10일 : 해양기술연수원 개원
- 1964년 12월 31일 : 대통령령 제201호로 국립학교 설치령이 개정됨에 따라 목포해양고등학교가 폐교되고 목포해양고등전문학교로 개편(항해, 기관, 통신) 목포해양고등학교 재학생은 졸업년도까지 종전의 규정에 의하여 존치
- 1966년 12년 24일 : 목포시 온금동 6-2번지 신교사로 이전
- 1968년 2월 5일 : 해기원 단기양성소 항해과, 기관과 설치 인가
- 1970년 6월 8일 : 해기원 단기양성소 통신과 설치 인가
- 1972년 1월 1일 : 전교생(1학년부터 5학년까지) 관비지급
- 1973년 3월 17일 : 해군예비역 하사관 교육단 창단
- 1973년 09년 29일 : 대통령령 6881호 국립학교설치령 개정으로 2년제 국립전문학교로 개편,  목포해양고등전문학교 폐교
- 1976년 12년 20일 : 온금동 구교사로부터 목포시 죽교동 571번지 현교사로 이전
- 1979년 3월 1일 : 대통령령 제9288호 국립학교설치령에 의하여 국립목포해양전문대학으로 개편
- 1981년 3월 20일 : 실습선 유달호 명명식 (3,288,55톤)
- 1985년 3월 1일 : 국립목포해양전문대학 항해과, 기관과 3년제로 개편
- 1993년 3월 1일 : 대통령령 13.859호(국립학교설치령)에 의하여 4년제 대학 국립목포해양대학(4년제)으로 개편
- 1994년 3월 1일 : 대통령제 14179호 [1994. 2. 28]로 국립목포해양대학교로 교명 변경
- 1995년 3월 1일 : 해양전자공학과 및 조선해양공학과 신설, 기관 학과를 기관공학과로 변경  학부제 도입에 따른 학과 통폐합 및 학부제 운영
- 1997년 3월 1일 : 일반대학원 신설
- 1999년 3월 29일 : 국방부로부터 해군 학군무관후보생과정(N-ROTC)지정
- 2000년 1월 1일 : 국립목포해양대학교 학생군사교육단 창설
- 2000년 2월 1일 : 해사산업기술연구소 폐지, 기계전자기술연구소 및 해양산업연구소 설립
- 2001년 7월 26일 : 목포해양대학교 해양산업대학원 신설 승인 (입학정원 30명)
- 2002년 3월 20일 : 창업보육센터 설립
- 2003년 4월 25일 : 실습선 새누리호 (4,701톤) 취항
- 2003년 7월 7일 : 목포해양대학교 평생교육원 설치
- 2005년 6월 16일 : 마린시뮬레이션 센터 신설
- 2009년 5월 14일 : 한국조선기자재연구원 전남분원 개소
- 2011년 3월 1일 : 단과대학 신설 (해사대학, 해양공과대학)
- 2011년 9월 23일 : 전남요트조종면허시험장 개장
- 2012년 12월 1일 : 교수학습지원센터 개소
- 2013년 12일 05일 : 국립목포해양대학교 정보공시 기준 취업률 전국1위
- 2015년 3월 1일 : 6개학부(해사대학), 4개학과(해양공과대학)로 개편
- 2016년 4월 7일 : 해군사관학부 설치 인가(교육부)
- 2017년 3월 15일 : 요트마리나 시설 완공
- 2018년 3월 1일 : 교육국제화 역량인증제 인증대학 선정
- 2018년 12월 27일 : 전세계 최대 크기의 해양대학교 실습선 세계로호 (9,196 톤) 인도
- 2019년 2월 1일 : 교원양성과정 승인
- 2019년 4월 3일 : GPS인재교육원 설치 운영
- 2019년 6월 26일 : 선박수리지원센터 착공(연면적 2,913m2)
- 2020년 1월 20일 : 국립목포해양대학교, 개교70주년 국제교류센터 및 박물관 사업비 국비 177억 확보
- 2021년 8월 17일 : 대학기본역량진단 일반재정지원대학 선정
- 2021년 11월 19일 : 제8대 한원희 총장 취임

## 사진

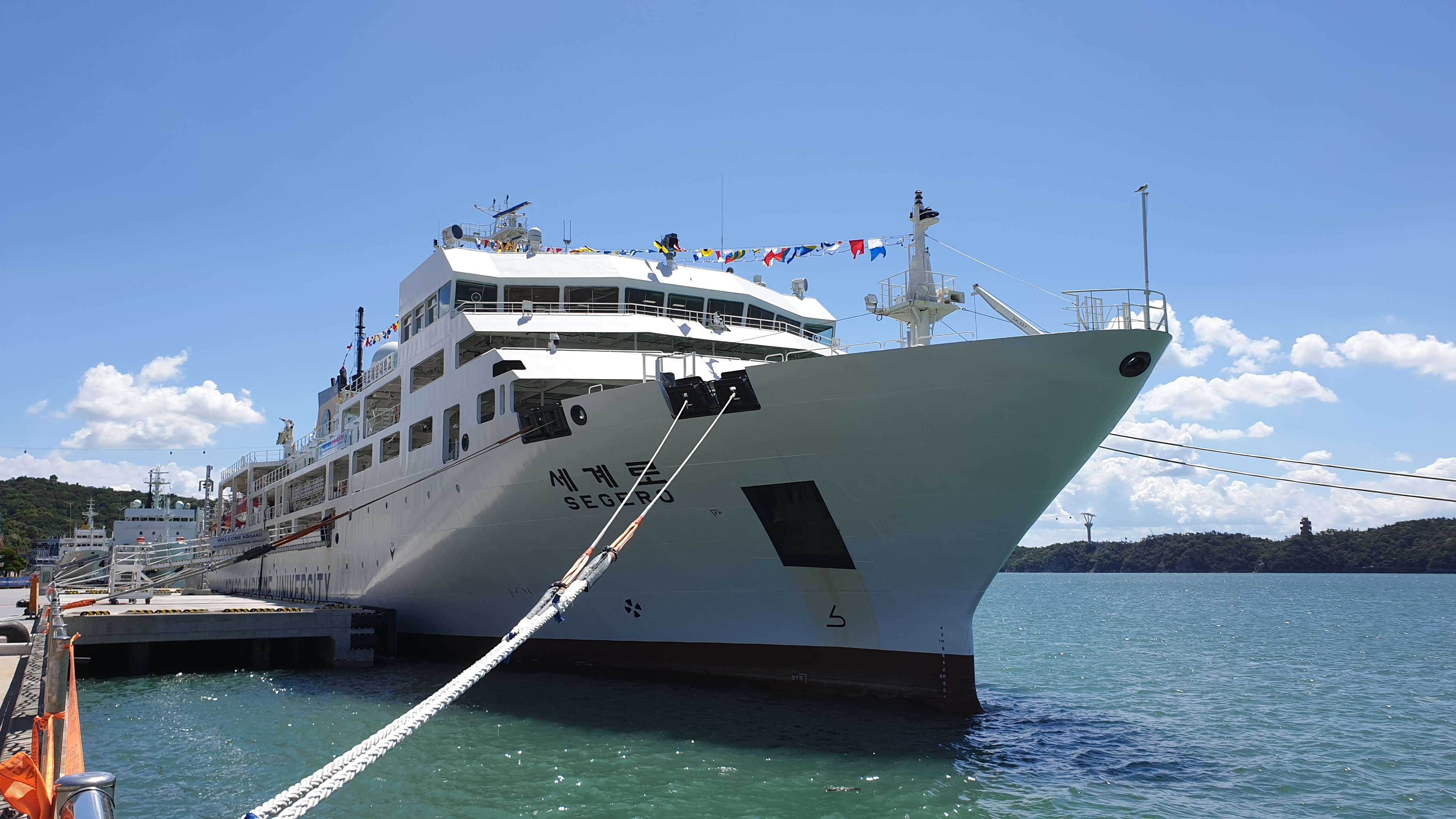
국립목포해양대학교 실습선 세계로호

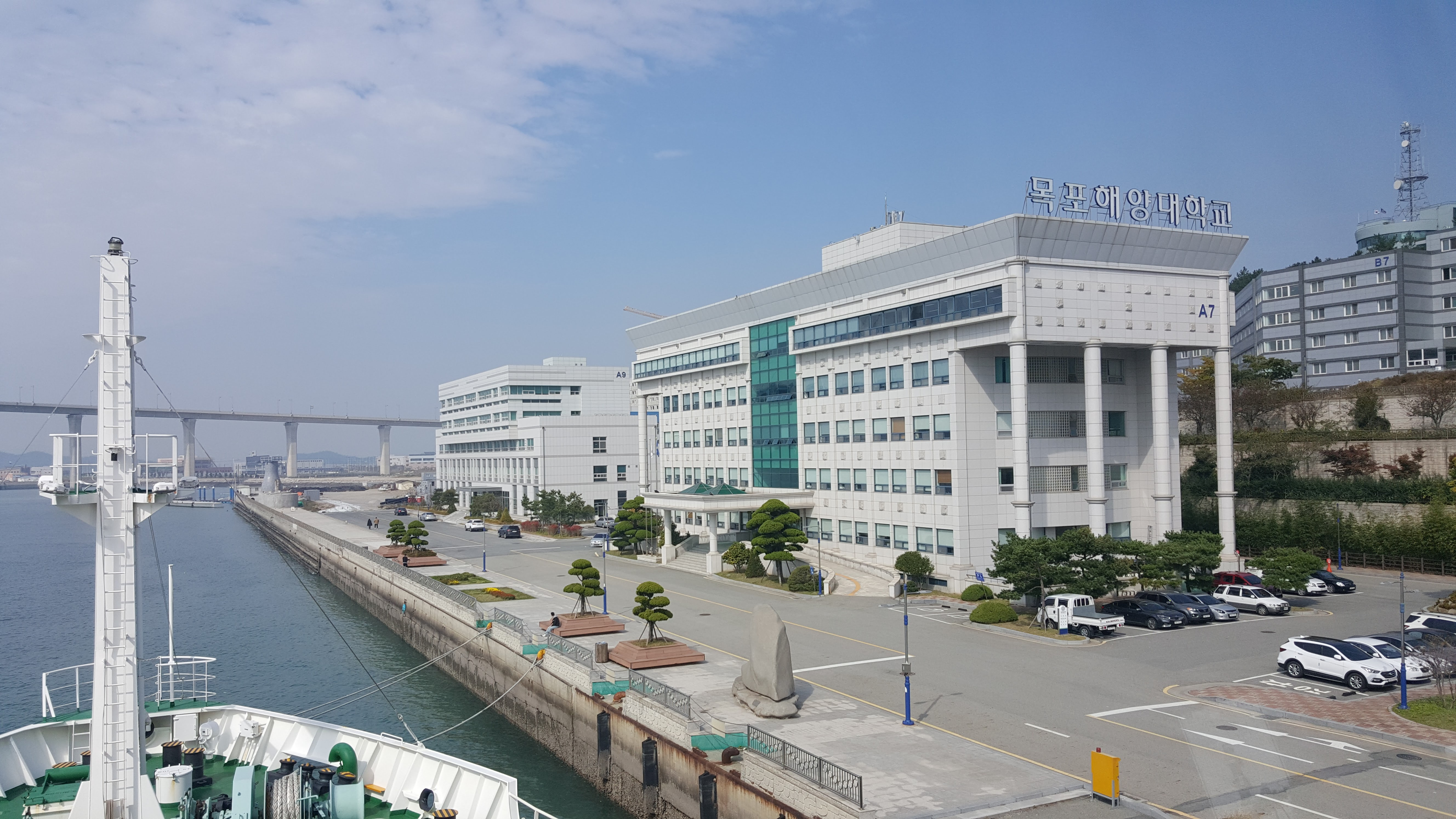
국립목포해양대학교 본관

## 실습선
새누리호, 세계로호 총 2척을 보유하고 있다. 해사대학 학생들의 승선 실습 및 해상안전훈련 시설로의 활용이 주 목적이며, 관련 인력으로 실습감을 주축으로하는 지도교수 및 조교가 지정되어 있는 외에 운항을 담당하는 선장을 비롯한 승조원들이 배치되어 있다. 승선 실습을 통해 연안 실습을 비롯하여 미국, 싱가포르, 필리핀, 중국, 러시아, 일본, 대만, 인도네시아, 태국, 인도, 호주 등의 주요 항구를 방문하고 있다.

## 같이 보기
- 한국해양대학교